# Pharfar
Pharfar (født Søren Schou d. 27. november 1973) er en dansk musiker, som arbejder som dj, producer og sanger, og derudover selvlært trommeslager, med rødder i Københavns reggaemiljø. Han er dels kendt for sine egne numre, men også som producer for flere kendte danske og udenlandske musikere.

## Karriere
Som producer og sanger er Pharfar nok mest kendt fra dancehall trioen Bikstok Røgsystem, og som den ene halvdel af dub-ekvilibristerne Djosos Krost; og den ene halvdel af bandet og producerduoen Donkey Sound.
Ud over det har han også produceret for adskillige danske og udenlandske artister, bl.a. Natasja, Sizzla, Wafande, Shake Loveless, Vybz Kartel, Aidonia, Cutty Ranks, Beenie Man, Half Pint, Horace Andy, Sugar Minott, Max Romeo, King Kong, Junior Murvin mf.
Pharfar har desuden optrådt som livetrommeslager i det danske reggae backing band Riddim Force.
Pharfar var fast medlem af Rubadub Sundays på Spillestedet Stengade 30 i København. 
I 2005 debuterede han som skuespiller i DR børneprogrammet Helt Sikkert DR sammen med Steen Koerner og Chapper, i 2009 medvirkede han i satireserien Chapper og Pharfar på DR1.
Siden 2008 har Pharfar produceret sammen med dj og producer Fresh-I under navnet Donkey Sound hvor de har produceret for Wafande, Little Kaka, Shaka Loveless, Natasha og flere andre.
I 2013 blev Bikstok Røgsystem gendannet, og to år senere udkom gruppens andet album Uranium.
I 2013 udsendte Pharfar sin debut single "La mig rulle dig" den har i skrivende stund streamet 8,8 millioner gange.
I 2017 dannede han musikgruppen Humørekspressen sammen med bl.a. Chapper og Klumben. De fik i første omgang succes med nummeret "Godter på vej" og har vundet flere priser ved Dansktop Prisen. Gruppen deltog i Dansk Melodi Grand Prix 2019 med sangen "Dronning af Baren". I 2020 blev deres sang "Solhverv" et stort hit, efter Lord Siva lavede en coverversion af nummeret.
I 2019 spillede Pharfar med Bikstok på Orange scene på Roskilde Festivalen.
Pharfar var medlem af hiphop gruppen Double Mouth, der bestod af Pharfar, Mis Marie og DJ Noize. Han var desuden også medlem af bandet Superboi.

## Diskografi
| Udgivet                                                  | Single            | Højeste placering | Certificering         |
| Udgivet                                                  | Single            | DAN               | Certificering         |
| -------------------------------------------------------- | ----------------- | ----------------- | --------------------- |
| 25 Mar. 2013                                             | La' Mig Rulle Dig | 3                 | 2× Platin (streaming) |
| 3. september 2013                                        | Mand              | 29                | —                     |
| "—" markerer en udgivelse der ikke opnåede en placering. |                   |                   |                       |